# Jeff Rich
Jeff Rich (Londra, 8 giugno 1953) è un batterista e percussionista inglese, noto per aver militato in alcune celebri band britanniche come Judie Tzuke, Climax Blues Band, Def Leppard e Status Quo.

## Biografia
Nato a Hackney, Londra, iniziò una fortunata carriera di percussionista esibendosi in qualità di session man con band come gli Stretch e i Jackie Lynton Band. Fu quindi membro effettivo della Judie Tzuke band e Climax Blues Band.
Nella metà degli anni ottanta ebbe una breve esperienza coi Def Leppard in qualità di percussionista aggiunto a sostegno di Rick Allen, che nel dicembre del 1984 aveva perso un braccio in un incidente automobilistico.
Venne quindi convocato in pianta stabile quale nuovo batterista degli Status Quo nel 1985, in sostituzione del rinunciante Pete Kircher.
Con gli Status Quo Rich rimase per sedici anni, fino al 2000, quando, dopo l'incisione dell'album Famous in the Last Century diede l'annuncio di volersi ritirare dal gruppo per dedicarsi maggiormente ad affetti ed interessi personali e familiari.
In realtà, a causa della continua esposizione ai forti rumori della musica prodotta, Rich si accorse di stare progressivamente cominciando ad essere gravato dal peggiore dei disturbi da cui possa essere colpito un musicista, la perdita dell'uso dell'udito.
Dopo una prima fase di comprensibile avvilimento, decise di lasciare gli Status Quo ma iniziò ad usare la popolarità acquisita per fare da testimonial ad una serie infinita di iniziative benefiche a favore di persone con problemi di sordità.
Si segnala tuttora quale continuo ed instancabile ambasciatore in rappresentanza di enti benefici che aiutano e sostengono persone non udenti.

## Discografia

### Album in studio con gli Status Quo
- In the Army Now (1986) UK #7
- Ain't Complaining (1988) UK #12
- Perfect Remedy (1989) UK #49
- Rock 'Til You Drop (1991) UK #10
- Thirsty Work (1994) UK #13
- Don't Stop (1996) UK #2
- Under the Influence (1999) UK #26
- Famous in the Last Century (2000) UK #19

### Live con gli Status Quo
- Live Alive Quo (1992) UK #37
- Status Quo Live at the BBC (2010)

### Raccolte con gli Status Quo
- Rocking All Over the Years (1990) UK #2
- Whatever You Want - The Very Best of Status Quo (1997) UK #12